# Oddział Samobójców
Oddział Samobójców, Legion Samobójców (ang. Suicide Squad), także Task Force X – fikcyjna drużyna zrzeszająca różne postacie występujące w komiksach wydawanych przez DC Comics. Twórcami oryginalnej drużyny byli Robert Kanigher oraz Ross Andru, którzy wprowadzili ją do uniwersum komiksów DC Comics w 25. numerze The Brave and the Bold (wrzesień 1959). W skład oryginalnej drużyny wchodzili: pułkownik Rick Flag sr, Jess Bright, dr Hugh Evans i Karin Grace.
Nowa wersja Oddziału Samobójców pojawiła się w 3. numerze Legends (styczeń 1987). Jest to drużyna antybohaterów złożona z najróżniejszych postaci, tworzących oddział skazańców (głównie złoczyńców), którzy zostali zwerbowani przez władze amerykańskie jako agenci do zadań specjalnych w zamian za złagodzenie wyroku lub możliwość wzbogacenia się. Wykonują oni wysoce ryzykowne tajne operacje (określane jako „misje samobójcze”) dla rządu USA. Ta wersja Oddziału Samobójców autorstwa Johna Ostrandera była wzorowana na popularnym filmie wojennym z 1967 roku pod tytułem Parszywa dwunastka. Na czele oddziału stoi Amanda Waller, która kieruje drużyną z jej kwatery głównej w zakładzie karnym Belle Reve w stanie Luizjana. Skład drużyny ulegał ciągłym zmianom. Jej członkami byli m.in. pułkownik Rick Flag jr (dowódca polowy oddziału), Deadshot, Kapitan Bumerang, Plastique, Bronze Tiger, Poison Ivy, Count Vertigo, Arsenal, Killer Frost, Enchantress, a w nowych wydaniach (The New 52) członkinią stała się Harley Quinn.

## Adaptacje
Oddział Samobójców poza komiksem pojawił się w różnych adaptacjach komiksów DC Comics. Pierwszy raz w wersji aktorskiej pojawiła się w dziewiątej i jedenastej serii serialu telewizyjnego Tajemnice Smallville, gdzie jej członkami byli Rick Flag, Deadshot, Plastique, Warp i Icicle. W drugiej serii Arrowa w skład oddziału wchodzą Amanda Waller (Cynthia Addai-Robinson), Bronze Tiger (Michael Jai White), Sharpnel (Sean Maher), Deadshot (Michael Rowe), a także Lyla Michaels (Audrey Marie Anderson) i John Diggle (David Ramsey).
Pierwszy raz na dużym ekranie drużyna pojawia się w filmie Legion Samobójców z 2016 roku w reżyserii Davida Ayera (film osadzony we wspólnym uniwersum filmowym DC Comics), w którym pojawiają się następujący jego członkowie: Deadshot (Will Smith), Rick Flag jr (Joel Kinnaman), Harley Quinn (Margot Robbie), Kapitan Bumerang (Jai Courtney), Enchantress (Cara Delevingne), Slipknot (Adam Beach), Katana (Karen Fukuhara), Killer Croc (Adewale Akinnuoye-Agbaje), El Diablo (Jay Hernández), a także Amanda Waller (Viola Davis). W kontynuacji, Legion Samobójców: The Suicide Squad, członkami byli Harley Quinn, Bloodsport, Peacemaker, Rick Flag, Kapitan Bumerang, Polka-Dot Man, Ratcheter, Savant, TDK, Javelin i King Shark.
W serialu animowanym Liga Sprawiedliwych bez granic (Justice League Unlimited) członkami Sił Ekspedycyjnych X (Task Force X) byli Deadshot, Captain Boomerang, Clock King i Plastique. W filmie animowanym Batman: Atak na Arkham członkami Oddziału Samobójców byli Deadshot, Harley Quinn, Black Spider, Kapitan Bumerang, Killer Frost i King Shark, z kolei w Legionie Samobójców: Piekielnej misji – Harley Quinn, Kapitan Bumerang, Killer Frost, Copperhead i Bronze Tiger.